# Torri in Sabina
Torri in Sabina ist eine italienische Gemeinde mit 1220 Einwohnern (Stand 31. Dezember 2023) in der Provinz Rieti in der Region Latium.

## Geographie
Torri in Sabina liegt 64 km nördlich von Rom, 36 km westlich von Rieti und 30 km südlich von Terni in den Sabiner Bergen an der Grenze zu Umbrien und ist Mitglied der Comunità Montana Sabina. Das Gemeindegebiet erstreckt sich über eine Höhendifferenz von 123 bis 706 Meter über Meereshöhe. Zur Gemeinde gehören die Ortsteile Rocchette und Santa Maria in Vescovío.
Die Gemeinde befindet sich in der Erdbebenzone 2 (mittel gefährdet).
Die Nachbargemeinden sind Calvi dell’Umbria (TR), Cantalupo in Sabina, Casperia, Montasola, Montebuono, Selci, Tarano und Vacone.

## Verkehr
Torri in Sabina liegt an der Staatsstraße SS 313, welche die Via Flaminia bei Terni mit der Via Salaria bei Passo Corese verbindet. Die nächste Autobahnauffahrt ist Ponzano Romano in 17 km Entfernung an der A1 Autostrada del Sole. Der nächste Bahnhof ist in Stimigliano an der Regionalbahnstrecke FR1 in 13 km Entfernung.

## Geschichte
Südwestlich des heutigen Ortes lag eine antike Stadt, das municipium Forum Novum. Von ihr wurden einige Bauten gefunden, ausgegraben oder bisher nur archäometrisch ausgemacht. Sie war nach 415 Bischofssitz des Bistums der Sabina. Im Jahre 1298 erstmals genannt, erhielten die Orsini den neuen Ort 1368. Bis 1698 blieb Torri unbestritten in deren Besitz, bis der Ortsherr Virginio Orsini verstarb. Nach einem langen Streit war er bis zum Tode seiner Gattin, Anne Marie de la Trémoille, in ihren Händen und gelangte dann von 1722 bis 1861 an die Camera Apostolica, um schließlich italienisch zu werden.

## Bevölkerungsentwicklung
| Jahr      | 1861 | 1881 | 1901 | 1921 | 1936 | 1951 | 1971 | 1991 | 2001 |
| --------- | ---- | ---- | ---- | ---- | ---- | ---- | ---- | ---- | ---- |
| Einwohner | 1575 | 1770 | 2084 | 2183 | 1997 | 2034 | 1309 | 1146 | 1197 |

Quelle: ISTAT

## Politik
Michele Concezzi wurde am 5. Juni 2016 zum Bürgermeister gewählt.

## Sehenswürdigkeiten
- Im Inneren des länglichen Borgo Fortificato befindet sich die Pfarrkirche San Giovani Battista. Ihre dreiteilige Fassade zeigt die innere Dreischiffigkeit an. Zu sehen sind eine Sacra Conversazione und eine Schutzmantelmadonna von Vincenzo Camuccini.
- Das Rathaus stammt aus der faschistischen Zeit. Gegenüber ist ein Wandbrunnen vorhanden.
- Am Beginn des neuen Ortsteils im Norden sind zwei Rundtürme in die Befestigung eingebunden.
- Die Kirche der Madonna della Colle e della Neve hat eine rokokohafte Fassade. Der große Hauptaltar ist entsprechend geformt und bildet einen Sprenggiebel mit Auszug aus.
- Im äußersten Südwesten des Gemeindegebietes liegt die frühmittelalterliche erste Kirche der Sabina mit dem Namen Santa Maria in Vescovío. Sie verfügt über eine Außengestalt, die sich an den Bauten der ehemaligen römischen Siedlung Forum Novum orientiert, in die sie hineingebaut wurde. Der Glockenturm ist eine Besonderheit, denn er zeigt nicht nur eine Inschrift für den römischen Kaiser Gordianus III., sondern besitzt oben vier durch Zahnschnittfriese abgeteilte Geschosse von Biforien- und Triforienfenstern. Das Kirchenschiff weist zu beiden Seiten Fresken aus dem Alten und Neuen Testament auf und wirkt wie eine Bibel für das Volk. In der Apsis steht ein Bischofsthron. In den Seitenschiffen sind verschiedene Kunstwerke eingefügt, deren Zahl kaum zu ermessen ist. Unterhalb des Schiffes befindet sich eine Krypta, die zum originalen römischen Gebäude gehört.
- Im Ortsteil Rocchette, ursprünglich Rocca Bertalda genannt, sind die Kapelle San Sebastiano gegenüber dem Ortstor als Stiftung der Baroni Camuccini und die Kirche Santissimo Salvatore zu nennen. In ihrem prächtigen Inneren sind Gemälde vorhanden, welche mitsamt der Architektur den Eindruck eines horror vacui vermitteln.
- Der heute verlassene Ortsteil Rocchettine über dem zuvor angesprochenen Rocchette, einst als Rocca Guidonesca bekannt, verfügt über eine hohe Schildmauer mit zwei Rundtürmen an den Ecken, hinter deren linkem das Zugangstor ist. Renoviert wurde jüngst die Kirche San Lorenzo, in der heute Festivitäten stattfinden.